# Tomokazu Harimoto
Tomokazu Harimoto (張本 智和, Harimoto Tomokazu), né le 27 juin 2003 à Sendai, est un joueur de tennis de table japonais, d'origine chinoise considéré dans le milieu du tennis de table comme un prodige, en tant que Monstre (怪物).  Il a en effet un niveau à son âge que peu, jusqu'à présent, d'autres joueurs plus âgés ont atteint. C'est en Allemagne, que Harimoto s'est fait connaitre du public, par l'établissement de performances aux Championnats du monde 2017 à Düsseldorf. En effet, à cette occasion, alors classé 61e mondial, il a battu le Sud-Coréen Jang Woo-jin, 48e et le Japonais Jun Mizutani, 6e mondial, accédant ainsi aux quarts de finale.
Surnommé Wonder Kid, l'enfant des merveilles, il bat tous les records de jeunesse. Il est le plus jeune joueur à atteindre la phase finale d'une étape du World Tour ITTF à l'âge de 12 ans, puis le plus jeune joueur à atteindre les quarts de finale à 12 ans, puis le plus jeune Champion du Monde junior à 13 ans, le plus jeune médaillé d'un open senior à 13 ans, le plus jeune vainqueur d'un open senior à 14 ans et le plus jeune vainqueur de la Grande Finale du World Tour à 15 ans.
Il est parfois surnommé The Screamer en raison de ses cris bruyants après chaque point marqué.

## Parcours
Tomokazu Harimoto a commencé à pratiquer le tennis de table à l'âge de 2 ans. Il est entré dans le classement mondial en 2014, et a déjà été deux fois dans le top 100 en 2015. En octobre 2015, alors classé 285e mondial, il se fait remarquer, à l'âge de 12 ans lors de la phase de qualification de l'Open de Pologne, en battant le Croate no 72 Tan Ruiwu, devenant ainsi le plus jeune joueur de l'histoire du Pro Tour à atteindre la phase finale d'un tournoi. 
Il est néanmoins éliminé dès son premier match de la phase finale par le Chinois Ma Long, champion du monde en titre. À cette époque, il s’entraîne, selon ses propres paroles, neuf heures par jour. En 2016, il se qualifie également pour les phases finales des Opens de Slovénie, du Japon et de Corée. Toujours âgé de 12 ans, il est devenu, lors de l'Open de Slovénie, le plus jeune joueur à atteindre les Quarts de finale d'une compétition du Pro Tour et à remporter l'or en moins de 21 ans, lors de l'Open du Japon. En quelques mois, il gagne dans le Classement mondial plus de 100 places et atteint en juillet 2016, à l'âge de 13 ans, la 63e place mondiale en senior, et est même numéro 1 mondial dans le classement des joueurs de moins de 18 ans. Aux Championnats du monde de 2016, il a été par sa victoire en simple, le plus jeune Champion du monde junior de tous les temps et a remporté, en plus de l'Or par équipe, la médaille d'argent en doubles.
Grâce à sa prestation à l'Open d'Inde, toujours âgé de 13 ans, il a établi un nouveau record, en remportant sa première médaille du Pro Tour, en perdant en finale contre l'Allemand Dimitrij Ovtcharov. En simple, il a également pris part aux championnats du monde 2017 en mai-juin, où il a notamment vaincu le sixième mondial Jun Mizutani et a atteint les Quarts de finale, où il a perdu face au Chinois Xu Xin. Lors de l'Open de Chine, alors classé no 39, il a créé la surprise en battant à la fois le Biélorusse et no 12 mondial Vladimir Samsonov et le Japonais Kōki Niwa, no 9, ainsi que d'autres joueurs de haut niveau. En doubles avec Yūto Kizukuri il est arrivé jusqu'en finale de l'Open de Chine, en éliminant en demi-finale la paire chinoise Fan Zhendong / Xu Xin, classés respectivement 2e et 3e mondiaux . Dans le classement mondial, il est passé dans un délai record de deux mois de la place 69 à la place 18. Grâce à sa Victoire en finale sur Timo Boll, 6e mondial, lors de l'Open de République Thèque 2017, il est devenu le plus jeune Vainqueur d'un open du Pro Tour. 
Lors de l'Open du Japon 2018, il bat Ma Long, meilleur joueur sur le circuit et champion du Grand Chelem en quarts, Lee Sangsu, 8e mondial et meilleur Coréen, en demi-finale, puis la star chinoise Zhang Jike, également champion du Grand Chelem. 
En décembre 2018, lors de la Grande Finale du World Tour, il obtient la médaille d'or, devenant ainsi le plus jeune pongiste de l'histoire à accéder à un tel sommet. Pour cela, il gagne en finale contre le Chinois Lin Gaoyuan et en demi-finale contre Hugo Calderano, du Brésil.
Il échoue 3 fois en finale de la Coupe du monde de tennis de table en 2019, 2021 et 2022.
Il remporte 2 médailles d'argent avec Hina Hayata aux championnats du monde de tennis de table en double mixte en 2021 et en 2023.
Il gagne une médaille de bronze aux championnats du monde de tennis de table par équipe 2022 avec Koki Niwa, Shunsuke Togami, Jo Yokotani et Mizuki Oikawa.
En juin et juillet 2024, il remporte le WTT Contender Tunis puis le WTT Star Contender Bangkok la semaine suivante, et dans les trois tableaux à chaque fois (simple messieurs, double messieurs, double mixte).
Lors des Jeux olympiques d'été de 2024, il s'illustre en livrant des combats homériques à Fan Zhendong, futur médaillé d'or en simple messieurs, lors du quart de finale du simple messieurs qu'il perd en 7 manches et à Félix Lebrun, médaillé de bronze en simple messieurs et futur médaillé de bronze en par équipes messieurs, lors du deuxième match de la petite finale par équipes messieurs, qu'il perd en 5 manches après trois balles de match sauvées par son adversaire. En double mixte, bien que tête de série n°2 aux côtés de sa compatriote Hina Hayata, il s'incline dès le premier tour face à la paire nord-coréenne composée de Kim Kum-yong et Ri Jong-sik.
En octobre de la même année, il remporte les Championnats d'Asie de tennis de table en simple messieurs face au Chinois Lin Shidong, alors 2ème au classement mondial, devenant ainsi le premier Japonais champion d'Asie depuis 50 ans. 
Il atteint la finale du WTT Champions Montpellier peu après en battant son compatriote Yukiya Uda, le Suédois Anton Källberg et les Allemands Patrick Franziska et Benedikt Duda. Il perd en finale face à Félix Lebrun qui remporte le match 4 manches à 1.

## Vie privée
Les parents de Harimoto sont originaires de Chine, et étaient dans l'équipe nationale de tennis de table. Son Père Zhang Yu (chinois traditionnel : 張 宇, aujourd'hui: Yu Harimoto (張本 宇)) et sa Mère Zhang Ling (chinois traditionnel : 張 凌), ont émigré cinq ans avant la naissance de leur fils, au Japon, pour y travailler en tant qu’entraîneurs de tennis de table. Harimoto est né à Sendai,avec pour nom chinois Zhang Zhihe (chinois traditionnel : 張 智和). Avec la nationalité japonaise, il a également reçu son nom japonais, 張本 智和. Sa jeune sœur Miwa (張本 美和, née en 2008) joue également avec succès au tennis de table et a gagné en 2015 les Championnats nationaux du Japon dans sa tranche d'âge,.

## Résultats
| Association | Événement                    | Année | Lieu       | Pays | Simple          | Double      | Mixte | L'équipe | U-21   |
| ----------- | ---------------------------- | ----- | ---------- | ---- | --------------- | ----------- | ----- | -------- | ------ |
| JPN         | Championnats d'Asie          | 2017  | Wuxi       | CHN  |                 | Demi-finale |       |          |        |
| JPN         | ITTF Pro Tour                | 2017  | Magdebourg | FRE  |                 | Argent      |       |          |        |
| JPN         | ITTF Pro Tour                | 2017  | Olomouc    | CZE  | Or              |             |       |          |        |
| JPN         | ITTF Pro Tour                | 2017  | Chengdu    | CHN  | Bronze          | Argent      |       |          |        |
| JPN         | ITTF Pro Tour                | 2017  | New Delhi  | IND  | Argent          |             |       |          | Bronze |
| JPN         | ITTF Pro Tour                | 2016  | Tokyo      | JPN  |                 |             |       |          | Or     |
| JPN         | Championnats du monde        | 2017  | Düsseldorf | FRE  | Quart de finale |             |       |          |        |
| JPN         | Championnats du monde junior | 2016  | Le Cap     | RSA  | Or              | Argent      | Or    |          |        |

## Palmarès

### 2017
- Vainqueur de l'Open de République tchèque de tennis de table 2017- simple messieurs.

### 2018
- Vainqueur de l'Open du Japon de tennis de table 2018- simple messieurs.
- Vainqueur de la Grande Finale du Pro Tour ITTF 2018 - simple messieurs.

### 2019
- Vainqueur de l'Open de Bulgarie de tennis de table 2019 - simple messieurs.

### 2020
- Vainqueur de l'Open de Hongrie de tennis de table 2020 - simple messieurs.

### 2021
- Vainqueur du WTT Star Contender Doha 2021 - simple messieurs.

### 2022
- Vainqueur du WTT Champions European Summer Series 2022 - simple messieurs.

### 2024
- Vainqueur du WTT Contender de Tunis 2024 - simple messieurs, double messieurs et double mixte.
- Vainqueur du WTT Star Contender de Bangkok 2024 - simple messieurs, double messieurs et double mixte.
- Vainqueur du Championnat d'Asie en simple messieurs.

### 2025
- Vainqueur du WTT Star Contender de Doha 2025
- Vainqueur du WTT Contender de zagreb 2025
- Vainqueur du WTT Champions Yokohama 2025